# Renato Cioni
Renato Cioni (* 15. April 1929 in Portoferraio, Insel Elba; † 4. März 2014 ebenda) war ein italienischer Opernsänger in der Stimmlage Tenor.

## Leben

### Herkunft und Anfangsjahre
Cioni stammte aus einer Familie von Fischern. Er studierte Gesang und Musik am Konservatorium „Luigi Cherubini“ in Florenz. 1956 gewann er den Gesangswettbewerb „Adriano Belli“ des Teatro Lirico Sperimentale in Spoleto und debütierte dort anschließend im selben Jahr als Opernsänger mit der Rolle des Edgardo in Lucia di Lammermoor. 1957 sang er in einer Fernsehinszenierung der RAI die Rolle des Pinkerton in Madama Butterfly; seine Partnerin als Cio-Cio-San war Anna Moffo. 1958 sang er auf Einladung des Komponisten Gian Carlo Menotti beim Spoleto Festival die Tenorrolle des Marcello di Bruges in Donizettis unvollendeter Oper Il duca d’Alba unter der musikalischen Leitung von Thomas Schippers. 1959 folgte eine Tournee mit dieser Oper durch die Vereinigten Staaten, mit Auftritten in Philadelphia und in der Carnegie Hall in New York City. 1959 debütierte er an der San Francisco Opera als Edgardo in Lucia di Lammermoor. Anschließend kehrte er nach Italien zurück, wo sich schnell seine Karriere entwickelte.

### Gastspiele in Italien
Im März 1961 gab er sein Debüt an der Mailänder Scala als Pinkerton in Madama Butterfly. 1961 übernahm er am Teatro Giuseppe Verdi in Triest die Rolle des Paolo in Francesca da Rimini von Riccardo Zandonai. Im Januar 1962 sang er am Teatro Regio in Parma den Rodolfo in La Bohème. 1963 gastierte er am Teatro Massimo Palermo (in I Capuleti e i Montecchi) und am Teatro San Carlo in Neapel (in Parisina d’Este). 1964 sang er an der Scala die Rolle des Alfredo in La traviata an der Seite von Mirella Freni (Violetta) und Mario Sereni (Germont-père); es dirigierte Herbert von Karajan. In späteren Aufführungen dieser Inszenierung war dann Anna Moffo seine Partnerin. 1974 trat er nochmals an der Mailänder Scala auf, als Stewa in Jenůfa; seine Partnerinnen waren Grace Bumbry (Titelrolle) und Magda Olivero (als Kostelnička, die Küsterin).
1966 gastierte er bei den Festspielen in der Arena di Verona als Cavaradossi in Tosca. 1969 gastierte er beim Maggio Musicale Fiorentino. Mehrfach trat er am Opernhaus Rom auf: 1970, 1972 (als Edgardo in Lucia di Lammermoor) und 1976 als Stewa in Jenůfa. 1970/1971 sang er am Teatro Petruzzelli in Bari, 1972 am Teatro Donizetti in Bergamo (in Parisina d’Este) und bei den Opernfestspielen in den Caracalla-Thermen (als Cavaradossi).

### Gastspiele in Europa und Übersee
Als Edgardo, ferner als Cavaradossi in Tosca, gastierte Cioni 1960 in Graz. 1962 gastierte er am Théâtre Royal de la Monnaie in Brüssel, 1963 am Opernhaus von Monte Carlo (als Pinkerton in Madama Butterfly). 1964 sang er an der Covent Garden Opera in London den Cavaradossi; seine Partner waren Maria Callas und Tito Gobbi. 1969 sang er dort erneut den Cavaradossi. Weitere Rollen am Covent Garden waren: Herzog in Rigoletto (1964), Gabriele Adorno in Simone Boccanegra (1965) und Pinkerton (1970). 1965 debütierte er an der Grand Opéra Paris als Cavaradossi, wieder mit Maria Callas als Partnerin.
Im Jänner 1965 trat er erstmals an der Wiener Staatsoper auf; dort debütierte er als Gustaf III. in Un ballo in maschera. Weitere Rollen an der Wiener Staatsoper waren: Alfredo in La traviata (März 1966), Herzog in Rigoletto (April 1973) und Rodolfo in Luisa Miller (April 1975). 1979 gastierte er am Opernhaus von Tours.
Im September 1967 gastierte er nochmals an der San Francisco Opera (als Enzo in La Gioconda im War Memorial Opera House); 1968 folgte ein Gastspiel an der Lyric Opera of Chicago (als Riccardo in Un ballo in maschera). In der Spielzeit 1969/70 sang er an der Metropolitan Opera in New York City die Rolle des Pollione in der Oper Norma; seine Partnerinnen waren Joan Sutherland (Norma) und Marilyn Horne (Adalgisa). Er gastierte weiters am Teatro Colón in Buenos Aires (1969; als Alfredo in La traviata) und in Tokio (1971; als Pinkerton).

### Privates und Tod
Cioni war verheiratet. Aus der Ehe mit seiner Frau Loretta gingen vier Kinder hervor, zwei Söhne und zwei Töchter. Er lebte in Portoferraio an der Piazza Dante Alighieri. Am Nachmittag des 3. März 2014 wurde Cioni ins Krankenhaus von Portoferraio (Ospedale di Portoferraio) eingeliefert; dort starb er am frühen Morgen des 4. März 2014, gegen 1:30 Uhr morgens.

## Tondokumente
Für die Schallplatte spielte Cioni lediglich zwei seiner Opern-Partien ein; die Anzahl seiner Studioaufnahmen ist somit sehr gering. 1961 sang er für Decca die Rolle des Edgardo in Lucia di Lammermoor. Seine Partnerin war Joan Sutherland, Dirigent Sir John Pritchard. Ebenfalls 1961 nahm er für Decca die Rolle des Herzogs in Rigoletto auf; auch hier war Joan Sutherland seine Partnerin.
Es existieren jedoch zahlreiche Rundfunkaufnahmen und Live-Mitschnitte von Opern, u. a. Il duca d’Alba (Spoleto Festival; 1959), Francesca da Rimini (Teatro Giuseppe Verdi Triest; 1961), Tosca (Covent Garden Opera, mit Maria Callas; 1965), La straniera von Vincenzo Bellini (Teatro Massimo Palermo; 1968) und Jenůfa (Mailänder Scala; 1974).